# GP Denain 1997
De 39e editie van de wielerwedstrijd GP Denain werd gehouden op 24 april 1997. De start en finish vonden plaats in Denain in het Franse Noorderdepartement. De winnaar was de Belg Ludo Dierckxsens, gevolgd door Henk Vogels en Stuart O'Grady.

## Uitslag
| GP Denain 1997 |                    |                           |          |
| Plaats         | Naam               | Ploeg                     | tijd     |
| Winnaar        | Ludo Dierckxsens   | Tonissteiner-Colnago      | 4u14'41" |
| 2              | Henk Vogels        | GAN                       | z.t.     |
| 3              | Emmanuel Magnien   | GAN                       | z.t.     |
| 4              | Davide Casarotto   | Scrigno-Gaerne            | z.t.     |
| 5              | Rolf Jaermann      | Casino-C'est votre équipe | z.t.     |
| 6              | Frédéric Moncassin | GAN                       | +16"     |
| 7              | Jaan Kirsipuu      | Casino-C'est votre équipe | z.t.     |
| 8              | Marcel Wüst        | Festina-Lotus             | z.t.     |
| 9              | Piotr Wadecki      | Mroz                      | z.t.     |
| 10             | Damien Nazon       | Française des Jeux        | z.t.     |

1959 · 1960 · 1961 · 1962 · 1963 · 1964 · 1965 · 1966 · 1967 · 1968 · 1969 · 1970 · 1971 · 1972 · 1973 · 1974 · 1975 · 1976 · 1977 · 1978 · 1979 · 1980 · 1981 · 1982 · 1983 · 1984 · 1985 · 1986 · 1987 · 1988 · 1989 · 1990 · 1991 · 1992 · 1993 · 1994 · 1995 · 1996 · 1997 · 1998 · 1999 · 2000 · 2001 · 2002 · 2003 · 2004 · 2005 · 2006 · 2007 · 2008 · 2009 · 2010 · 2011 · 2012 · 2013 · 2014 · 2015 · 2016 · 2017 · 2018 · 2019 · 2020 · 2021 · 2022 · 2023 · 2024 · 2025